# مسجد بوساكا بانوا لاوس
مسجد بوساكا بانوا لاوس هو مسجد قديم يقع في قرية بانوا لاوس تبالونغ جنوب كاليمانتان في إندونيسيا، المسجد أيضا يعرف باسم مسجد سوق الأربعاء.

## التاريخ
يعد المسجد في أقدم المساجد في تبالونغ، بالإضافة إلى كونه مكانا للعبادة فهو أيضا علامة فارقة في تاريخ استلام أو إثبات الإسلام لمانيان دياك في تبالونغ، المسجد من أكثر المساجد ازدحاما بالمسلمين والمصلين، تم بناء المسجد عام 1625 .

## المعتقدات
الشرفة الأمامية للمسجد تعد من ميراث المسجد المهم، وهي عبارة عن تاجاو (جرة من المياه التي كانت تستخدم لاستحمام الأطفال حديث الولادة في دياك)، وعلى الرغم من أن الجرة تتعرض لأشعة الشمس ولكن الجرة البالغة من العمر 400 سنة لم يتغير لونها، المصلون القادمون للصلاة في المسجد لا ينسون أن يعيدوا المياه للجرة، لأنهم يعتقدون ان الجرة تستخدم من قبل المواطنين لحفظ نعمة الوجه أو الشراب، يأتي معظم المصلين إلى المسجد يوم الأربعاء للتزامن مع يوم سوق بانوا القديمة، بالإضافة إلى المسجد هناك قبر لأحد السكان المحليين وهو قبر أمير محارب اسمه بنجر راشد .

## معرض صور

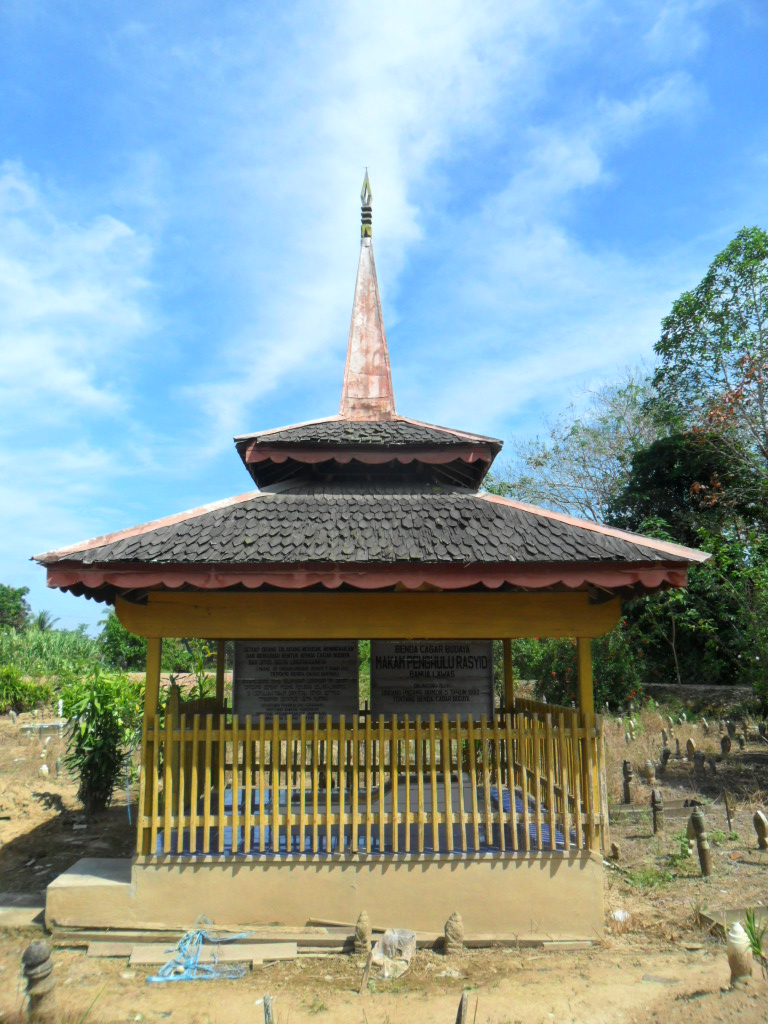
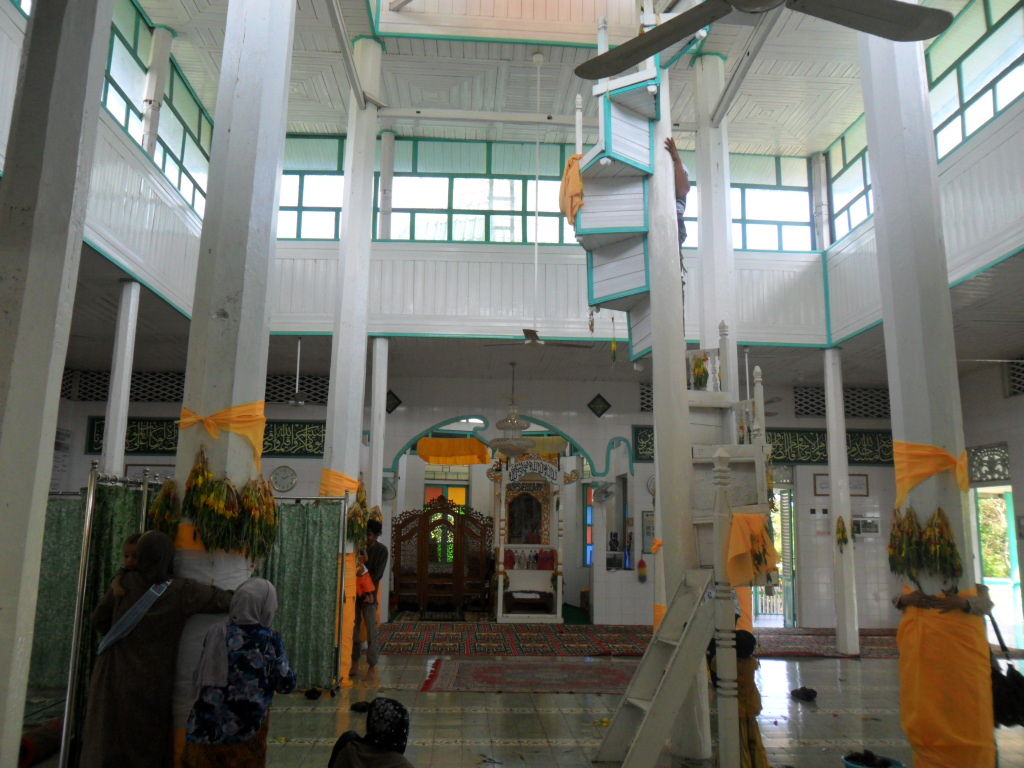
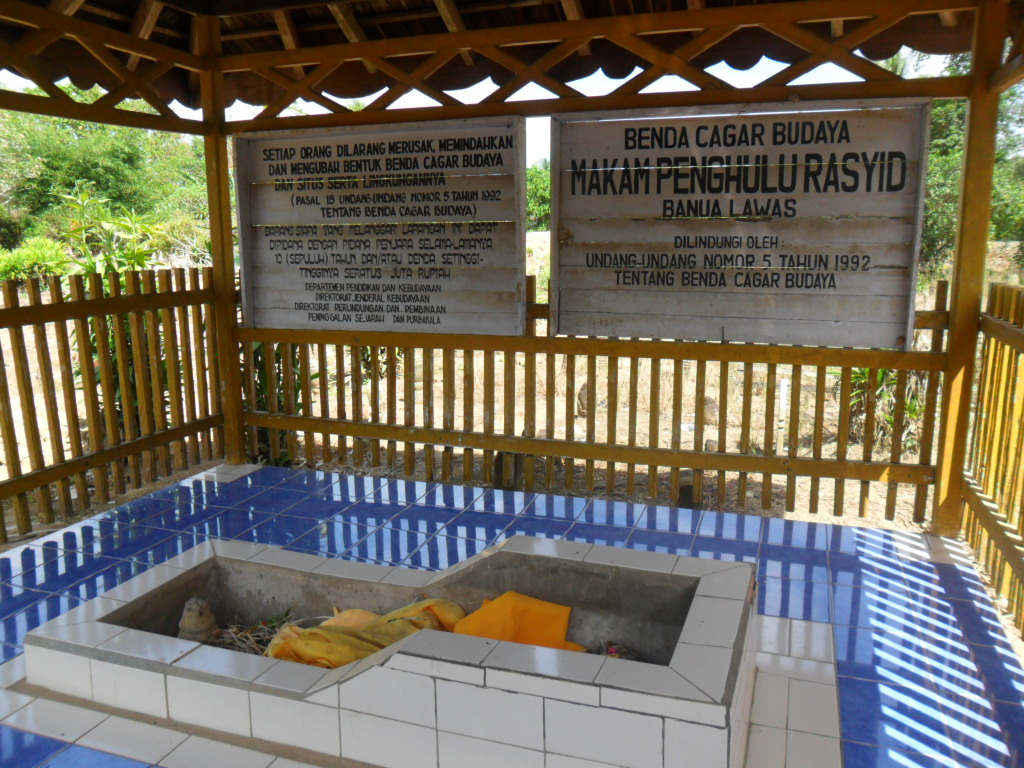

## وصلاة خارجية
- صور المسجد